# Carlo Francesco Gabba
Carlo Francesco Gabba (Lodi, 14 aprile 1835 – Torino, 18 febbraio 1920) è stato un giurista italiano.

## Biografia
Nacque a Lodi il 14 aprile 1835 da Melchiade, insegnante di belle lettere e scrittore, e da Maria Cavezzali. A Pavia studiò presso il collegio "Ghislieri", a cui la sua famiglia aveva già dato insegnanti eminenti. Ancora giovanissimo mostrò una notevole attitudine per gli studi giuridici.
Laureato all'Università degli Studi di Pavia nel 1858, con la tesi Dei fondamenti e dei caratteri della pena, fu premiato nello stesso anno dall'Accademia reale di Bruxelles per una memoria in lingua francese intitolata Philosophie du droit de succession ou Essai sur la véritable origine de ce droit.
In seguito si trasferì a Milano per esercitare la professione di avvocato e l'insegnamento.

### Docenza universitaria
Nel luglio 1859 presentò, senza risultati, la domanda di ammissione al concorso per la cattedra di diritto romano presso l'università di Torino al ministero della Pubblica Istruzione.
Nel 1861 il ministero della Pubblica Istruzione, su suggerimento del Consiglio provinciale milanese, lo nominò professore di diritto commerciale e pubblica economia nell'istituto tecnico della città. Nell'ottobre dello stesso anno, ad avvenuto passaggio all'insegnamento universitario, ottenne la cattedra di diritto internazionale presso l'ateneo di Pisa, dove, nel 1862, fu nominato professore ordinario di filosofia del diritto.
Nel 1872 rinunciò alla nomina per la cattedra di filosofia del diritto a Roma e, più tardi, ne respinse la trasformazione in cattedra di diritto internazionale richiesta dal ministero, sostenendo la necessità scientifica e didattica, propria della disciplina in questione, nelle facoltà di giurisprudenza. Nel 1875, si trasferì a Firenze, a fronte dell'esigenza di un cambiamento, per insegnare diritto naturale, poi filosofia del diritto, presso la Scuola di scienze sociali "Cesare Alfieri".
Dal 1887 fu ordinario di Diritto civile presso l'Università di Pisa.
Ebbe tra i suoi allievi Giovanni Brunetti.
Collocato a riposo nel febbraio 1917, fu professore emerito della facoltà di giurisprudenza di Pisa. Alla scomparsa della moglie, si ritirò con i figli a Tormo nella villa che era stata della famiglia materna, diradando sempre più gli impegni parlamentari e la presenza nella vita pubblica.
Morì a Torino il 18 febbraio 1920.

## Temi trattati

### Emancipazione femminile, matrimonio e divorzio
Nel 1859, pubblicò le note alla fortunata opera di Gioacchino Basevi - del quale fu allievo -  giunta alla settima edizione: Annotazioni pratiche al codice civile austriaco. Erano In appendice le sue Annotazioni alle nuove leggi sul Matrimonio dei cattolici vigenti nell'impero austriaco che uscì come saggio, nel 1860, sulla Gazzetta dei tribunali di Milano. Con questo testo si schierò a favore dell'eguaglianza successoria tra figli e figlie, ma condannò, in contrasto con la legge austriaca sui matrimoni cattolici, entrata in vigore nel 1857, l'indipendenza riconosciuta alla figura della moglie, sostenendo l'istituto dell'autorizzazione maritale.
Sostenitore del divorzio nell'opera giovanile Studi di legislazione civile comparata (1862) nel 1880 ne demandò l'introduzione a un'Italia futura nell'articolo intitolato La propaganda del divorzio in Italia. Successivamente, ne Il divorzio nella legislazione italiana, mutò radicalmente opinione; nel 1891 aderì al Comitato per la difesa del matrimonio.
In un saggio sotto forma di lettera indirizzata all'avvocato Mosa suo amico, si schierò per concedere la precedenza al matrimonio civile rispetto a quello religioso; più tardi, suggerì, piuttosto, l'abolizione del matrimonio civile obbligatorio, in favore del sistema facoltativo.
Per quanto riguarda la sua posizione a proposito di diritto al voto e di accesso alle professioni civili da parte delle donne, nel 1866, con Le donne non avvocate: considerazioni, prese le distanze dalle posizioni femministe.

### Pena di morte
Fu contrario alla pena di morte. Oltre a collaborare col Giornale per l'abolizione della pena di morte, nel 1866 pubblicò a Pisa, Il pro e il contro nella questione della pena di morte.

### Diritto e ordinamento giuridico
Si occupò del primo libro del progetto di revisione del codice civile albertino - Delle persone - presentato in Parlamento. Era favorevole ad una distribuzione della materia in quattro libri (Persone, Cose e diritti reali, Obbligazioni, Successioni), invece della tradizionale partizione in tre libri del Code civil e del codice albertino, poi comunque confermata nel testo definitivo del 1865.
Nel 1868, con la pubblicazione della Teoria della retroattività delle legg,i realizzata con un uso apertissimo di metodi, dottrine, casi giurisprudenziali e una costante invenzione linguistica, si occupò del conflitto tra leggi, sostenendo l'ingiustizia della retroattività di fronte ai diritti acquisiti, immutabili, nonostante i cambiamenti dell'ordinamento giuridico.
A partire dallo studio del 1866 sugli Annali della giurisprudenza italiana (poi Gli artt. 6-12 del titolo preliminare del Codice civile italiano, Firenze 1868), si interessò al conflitto delle fonti "nello spazio", fissando, per il giudice italiano chiamato ad applicare il diritto, canoni interpretativi improntati - nel caso frequente di lacune di legge - ai principi generali di diritto.
Utilizzò la locuzione di "diritto civile internazionale italiano"  in sostituzione di "diritto internazionale privato", contribuendo così a modificare la lingua della dottrina.
Nel testo intitolato Intorno ad alcuni più generali problemi della scienza sociale furono raccolte le conferenze tenute presso la Scuola di Scienze sociali di Firenze, attorno ai temi che più lo appassionavano.
Era convinto che il campo d'azione del diritto civile dovesse espandersi oltre i confini assegnati dallo stesso diritto romano, per comprendere anche "gli effetti morali, fisici e patrimoniali che all'individuo provengono da relazioni di ordine pubblico". Simili proposte si manifestarono spesso anche sotto forma di note a sentenza pubblicate su riviste - come nel caso della Giurisprudenza italiana, diretta da lui stesso e da Lodovico Mortara a partire dal 1892 - e raccolte in cinque volumi (1882-1905) a Torino nelle Questioni di diritto civile (i primi tre) e nelle Nuove questioni di diritto civile (gli ultimi due).

### Sociologia
Nell'opera Dell'odierno indirizzo degli studi sociologici si occupò della necessità per la sociologia di trasformarsi da scienza descrittiva e storica, in scienza anche speculativa, ovvero orientata all'indagine intellettuale.

### La religione
Con Il padre Agostino da Montefeltro, si interessò agli aspetti sociali del sentimento religioso, sottolineandone il significato civile e interrogandosi sui rapporti tra questione religiosa e Italia liberale. Prevalse in lui il sentimento nazionale di quegli intellettuali italiani, patrioti e cattolici, diffidenti nei confronti delle prerogative clericali, conservatrici e temporaliste, ma con la stessa determinazione contrari all'agnosticismo delle élite liberali post-unitarie.
Approfondì il tema della crisi del liberalismo, in un articolo-manifesto pubblicato a episodi sulla Rassegna nazionale nel 1887 dove sosteneva che la "questione romana fra il Governo […] e il Papa" prescindeva dalla frattura "tutta ed esclusivamente italiana fra coscienza religiosa e coscienza civile".

## Incarichi in istituzioni scientifiche e culturali
Fu membro del Consiglio del contenzioso diplomatico, della Regia Accademia dei Lincei, della Regia Accademia delle Scienze di Torino, dell'Ateneo di Venezia,  della Società Reale di Napoli e altri istituti scientifici.
Fu inoltre membro dell'Institut de droit international de Gand, vicepresidente della Association for the reform and codification of nations, vicepresidente onorario dell'American social science association, membro della Société d'histoire diplomatique e dell'Institut international de sociologie.
Nel 1897 fu nominato delegato del governo italiano nel Congresso internazionale di Bruxelles a protezione della proprietà industriale; mentre, nel 1899, divenne consigliere del contenzioso diplomatico nominato dal ministero degli Affari esteri.
Fu nominato senatore il 14 giugno 1900 nella categoria dei membri dell'Accademia delle scienze. Nella XXII legislatura il Senato lo nominò componente ordinario della commissione permanente dell'Alta Corte di giustizia.

## Opere
- Carlo Francesco Gabba, Teoria della retroattività delle leggi, Torino, Nistri, 1874.
- Carlo Francesco Gabba, Questioni di diritto civile, Torino, Fratelli Bocca, 1882.
- Carlo Francesco Gabba, Nuove questioni di diritto civile, Torino, Nistri, 1906.
- Carlo Francesco Gabba, Della condizione giuridica delle donne, Torino, UTET, 1880.
- Carlo Francesco Gabba, Il divorzio nella legislazione italiana, Milano, Unione tip. ed., 1902.
- Carlo Francesco Gabba, Intorno ad alcuni più generali problemi della scienza sociale. Conferenze., Vol. primo, Torino 1876; Vol. secondo, Firenze 1881 e Vol. terzo. Bologna 1887., Unione Tipografico-Editrice.
- Carlo Francesco Gabba, Studi di legislazione civile comparata in servizio della nuova codificazione italiana, Milano, Lombardi, 1862.
- Carlo Francesco Gabba, I due matrimoni civile e religioso nell'odierno diritto italiano. Lettera all'avv. A. Mosca.., Pisa, Nistri, 1876.
- Carlo Francesco Gabba, Le donne non avvocate. Considerazioni, Pisa, Nistri, 1884.
- Carlo Francesco Gabba, Il padre Agostino da Montefeltro, Pisa, Tip. F. Mariotti, 1886.
- Carlo Francesco Gabba, Intorno ai diritti dell'autore del libretto di un'opera di canto. Considerazioni, Pisa, Nistri, 1891.
- Di una riforma nella Pia Casa di Carità di Pisa, su emeroteca.braidense.it.
- Carlo Francesco Gabba, Commemorazione di Maria Gaetana Agnesi. Letta in Milano il 30 dicembre 1899, Firenze, Ufficio della Rassegna Nazionale, 1900.
- Carlo Francesco Gabba, Annotazioni Alle Nuove Leggi Sul Matrimonio dei Cattolici Vigenti nell'Impero Austriaco, Milano, Bolchesi, 1859.
- Carlo Francesco Gabba, Dell'odierno indirizzo degli studi sociologici, Milano, Ufficio dello "Rassegna Nazionale", 1900.
- Carlo Francesco Gabba, Introduzione al diritto civile internazionale italiano, Tip. della R. Accademia dei Lincei, 1906.
- Carlo F. Ferraris, Annuario delle scienze giuridiche, sociali e politiche : Anno 1. - 1880-81, Milano, Hoepli, 1880.